# NGC 4626
NGC 4626 је спирална галаксија у сазвежђу Девица која се налази на NGC листи објеката дубоког неба.
Деклинација објекта је - 7° 2' 41" а ректасцензија 12h 42m 25,4s. Привидна величина (магнитуда) објекта NGC 4626 износи 13,4 а фотографска магнитуда 14,2. NGC 4626 је још познат и под ознакама MCG -1-32-40, IRAS 12398-0646, PGC 42680.